# Битва при Некмирже
Битва при Некмирже (чеш. Bitva u Nekmíře) — сражение Гуситских войн, состоявшееся в декабре 1419 года на холме вблизи крепости Некмирж в двух милях к северо-востоку от города Пльзень между гуситским отрядом Яна Жижки из Троцнова и войском Пльзеньского ландфрида под командованием Богуслава из Швамберка. В битве впервые было задокументировано использование вала для повозок в эпоху гуситских войн.

## Предыстория
В ноябре 1419 года войско пражских гуситов под командованием Яна Жижки из Троцнова без боя вступило в Пльзень, однако замки феодалов и католические монастыри вблизи города по-прежнему были заняты их противниками. Королева-регентша София Баварская (вдова умершего в августе 1419 года короля Вацлава IV) предложила Жижке начать переговоры, однако гуситы отказались.
С целью уничтожения вражеских укреплений вокруг города Жижка сформировал отряд из 300 бойцов и 7 возов с пушками и стенобитными приспособлениями и во главе этого отряда выступил к крепости Некмирж. Близ замка гуситы натолкнулись на появившийся отряд королевских рыцарей под командованием пана Богуслава Швамберка (до двух тысяч пеших и конных), посланный королевой Софией с целью уничтожения восставших.

## Битва
Королевские рыцари, рассчитывая легко справиться с толпой малообученных простолюдинов, легкомысленно дали им время «помолиться перед смертью». Ян Жижка, видя невозможность уйти от сражения и не имея возможности противостоять рыцарской коннице в открытом поле, отвел отряд в сторону от дороги на высокий холм, построив свои возы полукольцом и поставив в промежутках между возами пушки, приказав набить их дула камнями.
Атаку рыцарей встретил залп из пушек и отчаянная оборона на стене из возов, преодолеть которую тяжелым всадникам в доспехах не удалось. Богуслав Швамберк перестроил войска и повел их в повторную атаку, которая завершилась так же безуспешно. Потеряв несколько десятков убитых и раненых людей и лошадей, рыцари были вынуждены отступить.

## Последствия
В дальнейшем королевское войско двинулось к Зелёной Горе, где стоял другой гуситский отряд под командованием Микулаша из Гуси. Здесь рыцарям повезло: отряд гуситов был разгромлен, его командир спасся с огромным трудом.
Войско Жижки разрушило Некмирж (владелец замка пан Гынек был убит в ходе штурма) и ряд других замков близ Пльзеня, однако в дальнейшем весной 1420 года было вынуждено оставить город по договоренности с Вацлавом из Дубы, и Жижка двинул свое войско к горе Табор, где собирались прочие силы гуситов.